# Championnat d'Autriche de basket-ball
Le Championnat d'Autriche de basket-ball (en autrichien : Österreichische Basketball Bundesliga ou ÖBL), également nommé Admiral Basketball Bundesliga d'après le nom de son sponsor, est une compétition de basket-ball qui représente en Autriche le sommet de la hiérarchie du basket-ball. La seconde division autrichienne est la 2. Basketball Bundesliga. Le championnat d'Autriche de basket-ball existe depuis 1947.

## Palmarès
- 1947 : Wiener AC
- 1948 : Non disputé
- 1949 : Admira Vienne
- 1950 : Post Vienne
- 1951 : Wiener SC
- 1952 : SK Handelsministerium
- 1953 : Union Babenberg Vienne
- 1954 : Union Babenberg Vienne
- 1955 : Union Babenberg Vienne
- 1956 : Engelmann Vienne
- 1957 : Union Babenberg Vienne
- 1958 : Engelmann Vienne
- 1959 : Union Babenberg Vienne
- 1960 : Engelmann Vienne
- 1961 : Engelmann Vienne
- 1962 : Engelmann Vienne
- 1963 : SK Handelsministerium
- 1964 : SK Handelsministerium
- 1965 : SK Handelsministerium
- 1966 : Union Kuenring
- 1967 : Engelmann Vienne
- 1968 : Engelmann Vienne
- 1969 : Engelmann Vienne
- 1970 : Engelmann Vienne
- 1971 : UBSC Vienne
- 1972 : UBSC Vienne
- 1973 : UBSC Vienne
- 1974 : UBSC Vienne
- 1975 : UBSC Vienne
- 1976 : UBSC Vienne
- 1977 : UBSC Vienne
- 1978 : Klosterneuburg Dukes
- 1979 : UBSC Vienne
- 1980 : UBSC Vienne
- 1981 : UBSC Vienne
- 1982 : UBSC Vienne
- 1983 : Klosterneuburg Dukes
- 1984 : Klosterneuburg Dukes
- 1985 : Klosterneuburg Dukes
- 1986 : Klosterneuburg Dukes
- 1987 : Klosterneuburg Dukes
- 1988 : Klosterneuburg Dukes
- 1989 : Klosterneuburg Dukes
- 1990 : Klosterneuburg Dukes
- 1991 : UKJ Möllersdorf
- 1992 : SPI Vienne
- 1993 : UKJ St. Pölten
- 1994 : UB Möllersdorf
- 1995 : UKJ St. Pölten
- 1996 : UKJ St. Pölten
- 1997 : UKJ St. Pölten
- 1998 : UKJ St. Pölten
- 1999 : UKJ St. Pölten
- 2000 : Traiskirchen Lions
- 2001 : Bulls Kapfenberg
- 2002 : Bulls Kapfenberg
- 2003 : Bulls Kapfenberg
- 2004 : Bulls Kapfenberg
- 2005 : Swans Gmunden
- 2006 : Swans Gmunden
- 2007 : Swans Gmunden
- 2008 : Fürstenfeld Panthers
- 2009 : Sparkasse Wels
- 2010 : Swans Gmunden
- 2011 : Oberwart Gunners
- 2012 : Klosterneuburg Dukes
- 2013 : BC Vienne
- 2014 : Güssing Knights
- 2015 : Güssing Knights
- 2016 : Oberwart Gunners
- 2017 : Bulls Kapfenberg
- 2018 : Bulls Kapfenberg
- 2019 : Bulls Kapfenberg
- 2020 : Pas de titre attribué pour cause de Covid-19
- 2021 : Swans Gmunden
- 2022 : BC Vienne
- 2023 : Swans Gmunden
- 2024 : Oberwart Gunners
- 2025 : Oberwart Gunners

## Bilan par club
| Club                               | Titres | Villes         | Années                                                           |
| ---------------------------------- | ------ | -------------- | ---------------------------------------------------------------- |
| UBSC Vienne                        | 11     | Vienne         | 1971, 1972, 1973, 1974, 1975, 1976, 1977, 1979, 1980, 1981, 1982 |
| Klosterneuburg Dukes               | 10     | Klosterneuburg | 1978, 1983, 1984, 1985, 1986, 1987, 1988, 1989, 1990, 2012       |
| Engelmann Vienne                   | 9      | Vienne         | 1956, 1958, 1960, 1961, 1962, 1967, 1968, 1969, 1970             |
| Bulls Kapfenberg                   | 7      | Kapfenberg     | 2001, 2002, 2003, 2004, 2017, 2018, 2019                         |
| UKJ St. Pölten                     | 6      | Sankt Pölten   | 1993, 1995, 1996, 1997, 1998, 1999                               |
| Swans Gmunden                      | 6      | Gmunden        | 2005, 2006, 2007, 2010, 2021, 2023                               |
| Union Babenberg                    | 5      | Vienne         | 1953, 1954, 1955, 1957, 1959                                     |
| Handelsministerium                 | 4      | Vienne         | 1952, 1963, 1964, 1965                                           |
| Oberwart Gunners                   | 4      | Oberwart       | 2011, 2016, 2024, 2025                                           |
| UKJ Möllersdorf/Traiskirchen Lions | 3      | Traiskirchen   | 1991, 1994, 2000                                                 |
| Güssing Knights                    | 2      | Güssing        | 2014, 2015                                                       |
| BC Vienne                          | 2      | Vienne         | 2013, 2022                                                       |
| Sparkasse Wels                     | 1      | Wels           | 2009                                                             |
| Fürstenfeld Panthers               | 1      | Fürstenfeld    | 2008                                                             |
| SPI Vienne                         | 1      | Vienne         | 1992                                                             |
| Union Kuenring                     | 1      | Vienne         | 1966                                                             |
| Wiener SC                          | 1      | Vienne         | 1951                                                             |
| Post Vienne                        | 1      | Vienne         | 1950                                                             |
| SK Admira Vienne                   | 1      | Vienne         | 1949                                                             |
| Wiener AC                          | 1      | Vienne         | 1947                                                             |